# Neophaestus
Neophaestus là một chi bọ cánh cứng trong họ Chrysomelidae.
Chi này được miêu tả khoa học năm 1949 bởi Hinks.

## Các loài
Chi này gồm các loài:
- Neophaestus chiriquensis (Jacoby, 1887)